# Ahmad Sawqi

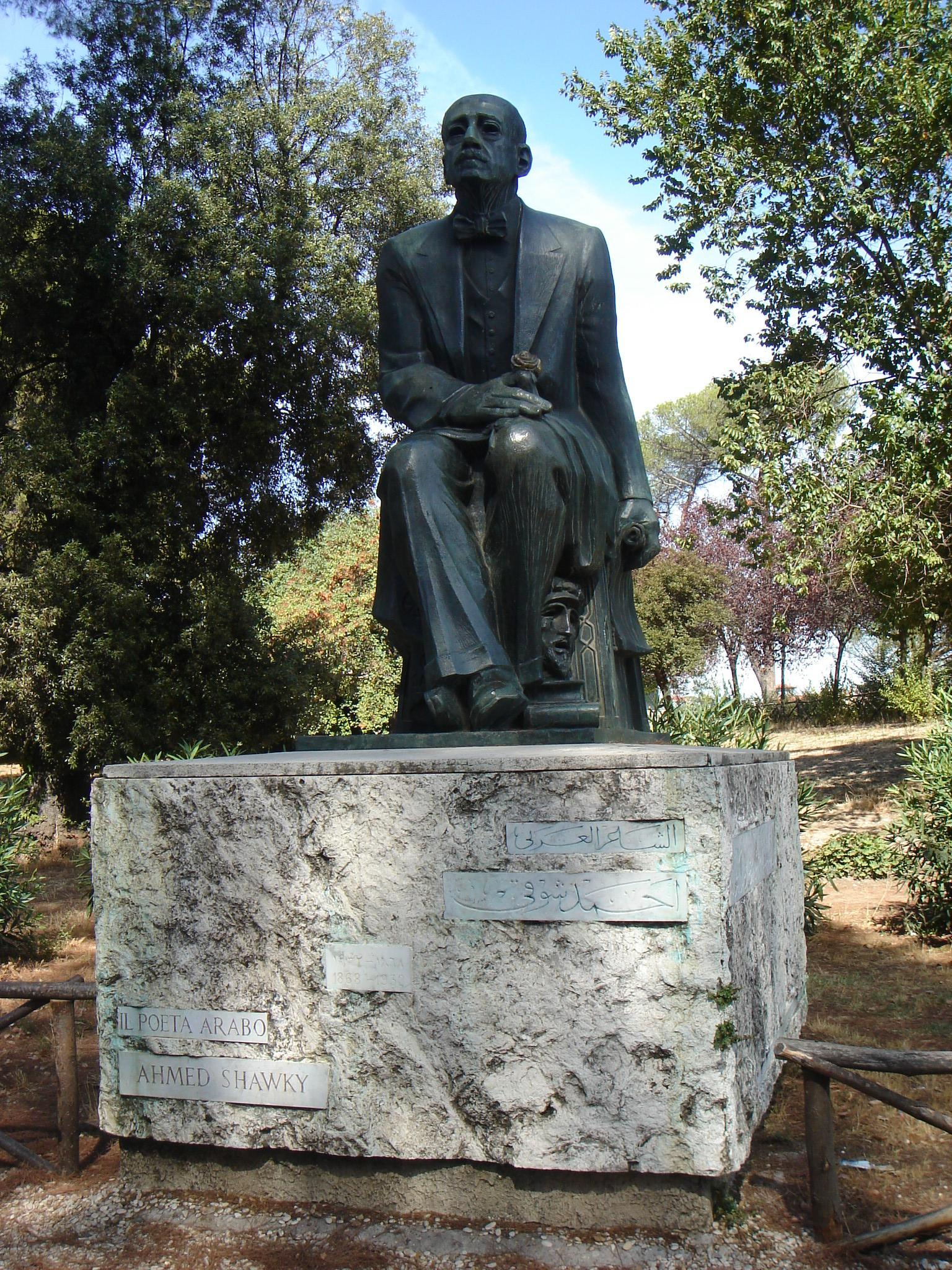
Monumento a Ahmad Sawqi en la Villa Borghese.

Ahmad o Ahmed Shawqi o Chawqi, en árabe original أحمد شوقي (El Cairo, 1868 - 23 de octubre de 1932) fue un poeta, dramaturgo e hispanista egipcio.

## Biografía
Nacido en El Cairo, Ahmed Chawqi creció en un entorno cosmopolita privilegiado: su familia (de origen kurdo y circasiano por parte de padre, pero turco y griego por parte materna) era influyente y se encontraba en buenas relaciones con la corte del Jedive de Egipto. Tras graduarse con buenas notas siguió estudios jurídicos y obtuvo un título de traductor. Le ofrecieron entonces un puesto en la corte del jedive Abbas II Hilmi y aceptó. Tras un año en ese puesto fue enviado a proseguir sus estudios de derecho durante tres años en Francia, al principio en la Universidad de Montpellier y luego en la Sorbona de París. Allí fue fuertemente influido por el teatro clásico francés (en especial Molière y Jean Racine), e incluso vestigios de las Fábulas de Jean de La Fontaine aparecen en gran número de sus obras. Obtuvo un título de estudios jurídicos el 18 de julio de 1893 y volvió a Egipto en 1894. Allí ejerció una gran influencia cultural hasta 1914, cuando las autoridades británicas lo desterraron a causa de su nacionalismo independentista próximo al panarabismo; entonces eligió marchar a España, donde vivió más de cuatro años, hasta 1920. Allí escribió poemas melancólicos sobre su país que al mismo tiempo mencionaban los vestigios árabes de Al-Ándalus.
En 1920 volvió por segunda vez a Egipto y en 1927 fue coronado Amir al Choâara (أمير الشعراء, literalmente "Príncipe de los poetas") en reconocimiento a su considerable aportación a la literatura árabe, en la cual se le suele considerar introductor del género épico o epopeya con una sobre la historia del Islam titulada Los estados árabes y los valerosos hombres del Islam (دول العرب وعظماء الاسلام). Antes de su destierro vivió en Al-Matariyyah, en una casa que llamó "el viñedo de Ibn Hani" y tras el mismo se construyó una casa en Giza, que bautizó con el nombre de "el nuevo viñedo de Ibn Hani".
Fue el primer autor árabe en escribir teatro poético: cinco tragedias y dos comedias; así como varios volúmenes de poesía y prosa. Su obra se suele dividir en tres periodos. El primero abarca su estancia en la corte del jedive, su viaje a Francia y su primer retorno. El segundo comprende su exilio en España y el tercero empieza con su segundo regreso a Egipto hasta su muerte; en este último periodo abunda la temática religiosa. También en esta época produjo la mayoría de sus piezas teatrales.

## Obras

### Teatro
- Tragedias:
  - Majnoun Laila, (مجنون ليلى).
  - Masra Kilyubatra  (مصرع كليوبترا "La muerte de Cleopatra"), su pieza más célebre.
  - 'Antara(عنترة), inspirada en la leyenda árabe de Antara.
  - Ali Bek Al-Kabir (علي بك الكبير).
  - Qambiz (قمبيز).
- Comedias:
  - As-sit Houda (الست هدى, "La señora Houda")
  - Al-Bakhila (البخيلة, "El avaro")

### Poesía
- Esh-Shawqiyyat (الشوقيات), cuatro vols. Son poemas y fábulas en verso al estilo de La Fontaine. Estos volúmenes contienen elogios del jedive y Nahj Al-Burda (نهج البردة), una apología de Mahoma.

## Otras Lecturas
- Esat Ayyıldız, “Ahmet Şevki’nin Mısır İstiklalinin Müdafaası İçin Sömürge Yöneticisine Hitaben Nazmettiği Lâmiyye’sinin Tahlili”, Arap Edebiyatında Vatan ve Bağımsızlık Mücadelesi, ed. Ahmet Hamdi Can – İhsan Doğru (Ankara: Nobel Bilimsel Eserler, 2021), 1-26.